# Vitali Zhólobov
Vitali Mijáilovich Zhólobov (ruso: Виталий Михайлович Жолобов) fue un cosmonauta soviético, nacido el 18 de junio de 1937 en Zburjevka, Ucrania, que viajó en el Soyuz 21 como ingeniero de vuelo.
Se unió al programa espacial de la Fuerza Aérea Soviética, donde ocupó el rango de Coronel-Ingeniero.
Su viaje al espacio consistió en una estancia de dos mes en la Estación Espacial Saliut 5 durante el cual Zholobov desarrolló un proceso del mal de espacio. Debido a esto, la misión tuvo que ser reducida. Él estuvo en órbita del 6 de junio hasta el 24 de agosto de 1976.
Aunque no voló al espacio más, quedó en el programa espacial hasta 1981, cuando renunció para convertirse en director de un grupo de geólogos.